# 弗雷瑞斯
弗雷瑞斯（法語：Fréjus，法語發音：[fʁeʒys] ⓘ），法国东南部城市，普罗旺斯-阿尔卑斯-蓝色海岸大区瓦尔省的一个市镇，隶属于德拉吉尼昂区，其市镇面积为102.27平方公里，2022年1月1日时人口数量为58,499人，是该省人口第三多的市镇，在法国城市中排名第112位。
弗雷瑞斯位于瓦尔省东部，地中海海滨，是一个区域性的中心城市，旅游及其配套产业是当地主要的经济支柱。

## 地名来源
“弗雷瑞斯”一名来自拉丁语“Forum Julii”，意为“尤利乌斯的市場”。
弗雷瑞斯所处区域历史上曾通行奥克语普罗旺斯方言，“Fréjus”对应的奥克语古典正写法拼写为“Frejús”，米斯特拉尔标准拼写则为“Freju”或“Frejus”。

## 历史

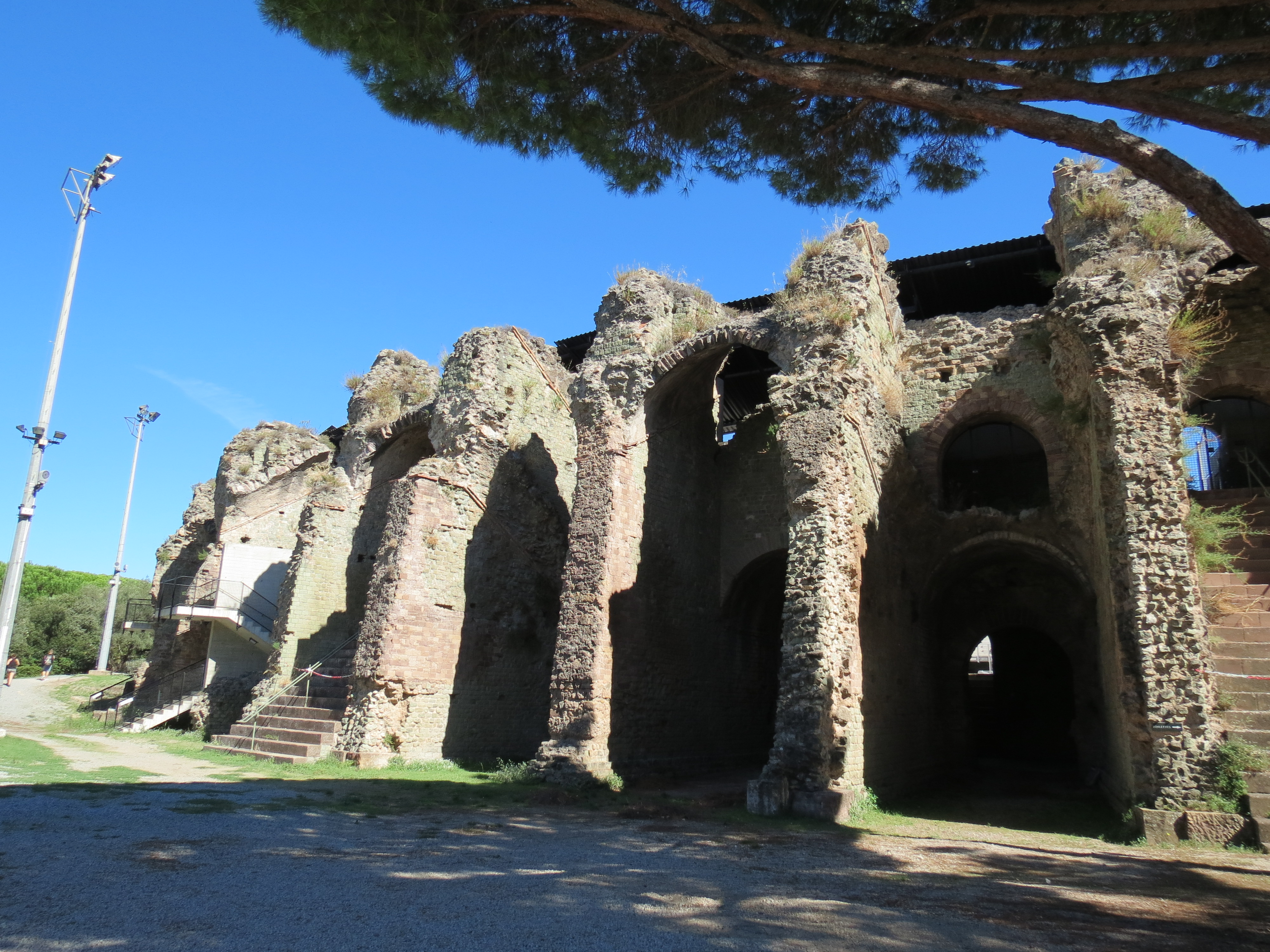
弗雷瑞斯古罗马剧场遗址

弗雷瑞斯的确切建城史的开端尚有待考证，古典时期，来自利古里亚的奥克西比安人在此登陆并兴建港口。公元前49年，罗马人在该港口附近兴建了奥皮杜姆并将其命名为“Forum Julii”，其范围与现代弗雷瑞斯核心区域基本重合。。Forum Julii是彼时一条罗马道路的驿站，并被设立为主教区首府，古罗马将领阿古利可拉即出生于该地。西罗马帝国灭亡后，弗雷瑞斯先后被伦巴第人、萨克逊人和撒拉逊人攻占，当地的港口则因泥沙淤积而日渐废弃。中世纪时，弗雷瑞斯长期为普罗旺斯伯爵的一处领地。15世纪末期，受到黑死病疫情的影响，弗雷瑞斯经济社会遭到严重破坏。1564年，法兰西国王查理九世及其母凯瑟琳·德·美第奇到访弗雷瑞斯。法国大革命后，弗雷瑞斯成为瓦尔省的一个市镇。途径弗雷瑞斯的马赛－文蒂米利亚铁路建成通车。自19世纪末起，得益于当地温暖的自然景观和交通工具的发展，弗雷瑞斯逐渐发展成为一座重要的旅游城市，当地常住人口数量亦快速增加。1989年，扩建后的新弗雷瑞斯港口建成运营。

## 地理

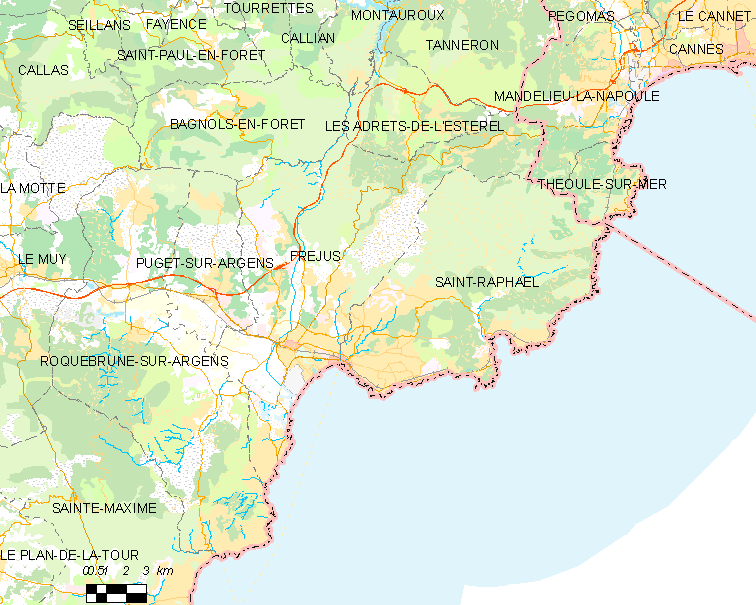
弗雷瑞斯市镇范围地图

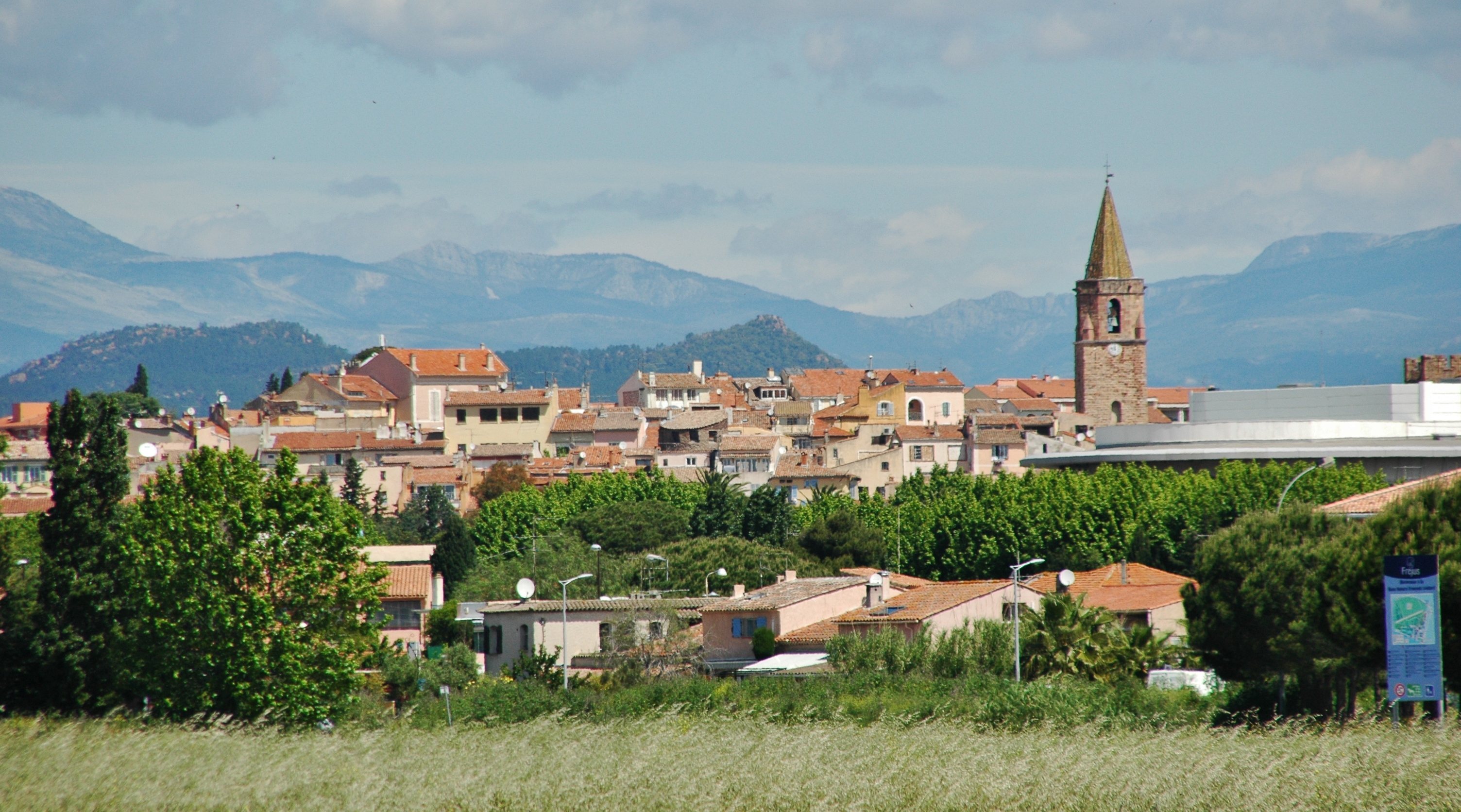
远眺弗雷瑞斯镇中心

弗雷瑞斯位于法国东南部，普罗旺斯-阿尔卑斯-蓝色海岸大区东南部和瓦尔省东部偏北，距离省会土伦大约91公里。与弗雷瑞斯接壤的市镇包括：阿尔让河畔皮热、巴尼奥勒昂福雷、莱萨德雷德莱斯泰雷勒、阿尔让河畔罗克布吕讷、芒德略拉纳普勒和圣拉斐尔。

### 地形
弗雷瑞斯位于埃斯泰雷勒高原南部沿海地区，境内以平原和山地为主，沿海地区地势较为平坦，市镇核心区域略有起伏，市镇范围北侧为山地和丘陵地带，全境海拔在0到616米之间。

### 水文
阿尔让河自西向东流经市镇范围南部并在此注入大西洋，其左岸支流雷朗河则自北向南流经镇中心，此外沿海地带还有人工开凿的港口。

### 植被
弗雷瑞斯属于亚热带常绿硬叶林区，市中心的塔围公园（Parc du Clos de la Tour）和市区北部的奥勒良公园（Parc Aurélien）是当地主要的城市绿地，林地则广泛分布于市镇范围北部的埃斯泰雷勒高原地区。
在鲜花城市的评比中，弗雷瑞斯被评为3星级鲜花城市。

### 气候
弗雷瑞斯在柯本气候分类法中属于地中海气候，夏季炎熱乾燥，冬季溫暖濕潤。
弗雷瑞斯境内设有常年气象站，以下为该气象站的数据：
| 弗雷瑞斯 1981年－2019年 | 弗雷瑞斯 1981年－2019年 | 弗雷瑞斯 1981年－2019年 | 弗雷瑞斯 1981年－2019年 | 弗雷瑞斯 1981年－2019年 | 弗雷瑞斯 1981年－2019年 | 弗雷瑞斯 1981年－2019年 | 弗雷瑞斯 1981年－2019年 | 弗雷瑞斯 1981年－2019年 | 弗雷瑞斯 1981年－2019年 | 弗雷瑞斯 1981年－2019年 | 弗雷瑞斯 1981年－2019年 | 弗雷瑞斯 1981年－2019年 | 弗雷瑞斯 1981年－2019年 |
| 月份                    | 1月                     | 2月                     | 3月                     | 4月                     | 5月                     | 6月                     | 7月                     | 8月                     | 9月                     | 10月                    | 11月                    | 12月                    | 全年                    |
| ----------------------- | ----------------------- | ----------------------- | ----------------------- | ----------------------- | ----------------------- | ----------------------- | ----------------------- | ----------------------- | ----------------------- | ----------------------- | ----------------------- | ----------------------- | ----------------------- |
| 历史最高温 °C（°F）     | 22.8 (73.0)             | 23 (73)                 | 27.3 (81.1)             | 28.3 (82.9)             | 32.6 (90.7)             | 37.7 (99.9)             | 42.5 (108.5)            | 41.5 (106.7)            | 35.4 (95.7)             | 35.9 (96.6)             | 26.6 (79.9)             | 23.2 (73.8)             | 42.5 (108.5)            |
| 平均高温 °C（°F）       | 13.1 (55.6)             | 13.8 (56.8)             | 16.1 (61.0)             | 18 (64)                 | 22 (72)                 | 25.7 (78.3)             | 28.8 (83.8)             | 28.9 (84.0)             | 25.5 (77.9)             | 21.3 (70.3)             | 16.7 (62.1)             | 13.5 (56.3)             | 20.3 (68.5)             |
| 日均气温 °C（°F）       | 8.2 (46.8)              | 8.6 (47.5)              | 10.8 (51.4)             | 13 (55)                 | 17 (63)                 | 20.6 (69.1)             | 23.3 (73.9)             | 23.4 (74.1)             | 20.2 (68.4)             | 16.6 (61.9)             | 12 (54)                 | 8.9 (48.0)              | 15.2 (59.4)             |
| 平均低温 °C（°F）       | 3.3 (37.9)              | 3.4 (38.1)              | 5.6 (42.1)              | 8 (46)                  | 11.9 (53.4)             | 15.4 (59.7)             | 17.9 (64.2)             | 18 (64)                 | 14.8 (58.6)             | 11.8 (53.2)             | 7.3 (45.1)              | 4.3 (39.7)              | 10.1 (50.2)             |
| 历史最低温 °C（°F）     | −9 (16)                 | −12 (10)                | −8.6 (16.5)             | −1.8 (28.8)             | 1.1 (34.0)              | 5.5 (41.9)              | 7.5 (45.5)              | 7.7 (45.9)              | 4.5 (40.1)              | 0.1 (32.2)              | −3.3 (26.1)             | −7 (19)                 | −12 (10)                |
| 平均降水量 mm（）       | 70.6 (2.78)             | 41.6 (1.64)             | 45 (1.8)                | 73.9 (2.91)             | 45.7 (1.80)             | 33.2 (1.31)             | 13.1 (0.52)             | 35.8 (1.41)             | 74.7 (2.94)             | 119.5 (4.70)            | 99.7 (3.93)             | 94.5 (3.72)             | 747.3 (29.42)           |
| 月均日照時數            | 155.9                   | 166.6                   | 217.7                   | 220.7                   | 264.9                   | 311.1                   | 346.1                   | 313.4                   | 234.2                   | 171.9                   | 141.6                   | 121.2                   | 2,665.3                 |
| 来源：infoclimat.fr     |                         |                         |                         |                         |                         |                         |                         |                         |                         |                         |                         |                         |                         |

## 行政区划
弗雷瑞斯的市镇编号为83061，邮政编号为83370和83600。
在行政管理方面，弗雷瑞斯隶属于法国普罗旺斯-阿尔卑斯-蓝色海岸大区瓦尔省德拉吉尼昂区；在地方选举方面，弗雷瑞斯是弗雷瑞斯县的中央投票站所在地，此外亦有部分街区属于圣拉斐尔县，其市镇范围全境则被划入瓦尔省第五选区；在社会管理方面，弗雷瑞斯是埃斯泰雷勒-蓝色海岸城市圈公共社区的组成部分。
弗雷瑞斯市镇自2001年起实行街区自治制度。弗雷瑞斯的拉加贝勒（La Gabelle）和拉加雄（L'Agachon）两个街区为城市政策优先街区。
法国国家统计与经济研究所（简称）在进行数据统计时，将弗雷瑞斯及相邻的另外两个市镇设为弗雷瑞斯城市核心区以及弗雷瑞斯城市区。自2020年起，弗雷瑞斯城市区被包含6个市镇的弗雷瑞斯城市辐射区代替。此外，还将弗雷瑞斯市镇分为了19个“块区”（IRIS），以便于统计人口分布情况。

## 交通

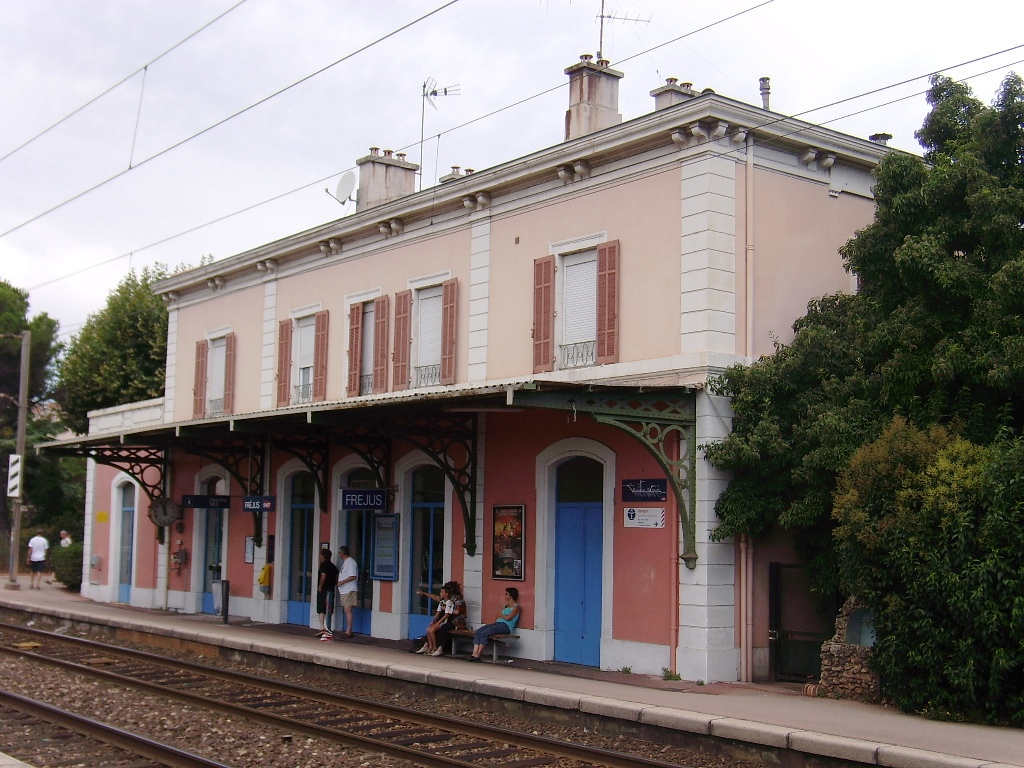
弗雷瑞斯火车站的主站房

### 公路
A8高速公路经过弗雷瑞斯市镇范围西北部，并设有出入口连接市区，此外多条瓦尔省省道在弗雷瑞斯境内交汇。普罗旺斯-阿尔卑斯-蓝色海岸大区下属的城际客运提供巴士线路，可前往周边部分市镇。
| 37 | 6 |

| 38 | 5 |

| 土伦 | 91 |

| 布里尼奥勒 | 64 |

| 德拉吉尼昂 | 30 |

| 圣特罗佩 | 37 |

| 戛纳 | 38 |

| 圣拉斐尔 | 3 |

2019年，51.2%的弗雷瑞斯家庭拥有至少一辆私人汽车。2019年，弗雷瑞斯境内共发生各类交通事故21起，造成4人遇难，30人受伤，其中19人重伤。

### 铁路
弗雷瑞斯位于马赛－文蒂米利亚铁路上。弗雷瑞斯站位于市区西部，停靠往返于莱萨克-德拉吉尼昂站和尼斯一线的区域列车。弗雷瑞斯-圣拉斐尔站是一个汽车托运专用车站，已于2019年12月关闭。

### 航空
距离弗雷瑞斯最近的民用航空站为尼斯蔚蓝海岸机场，距离弗雷瑞斯市中心的公路里程约58公里。

### 城市公共交通
埃斯泰雷勒-蓝色海岸城市公共交通（商业名称为）是当地的城市公共交通系统。截至2023年1月，该系统共包括数十条公交线路，其中1路至16路、21路和A线、B线、C线经停弗雷瑞斯市区。

## 政治

### 市政内阁

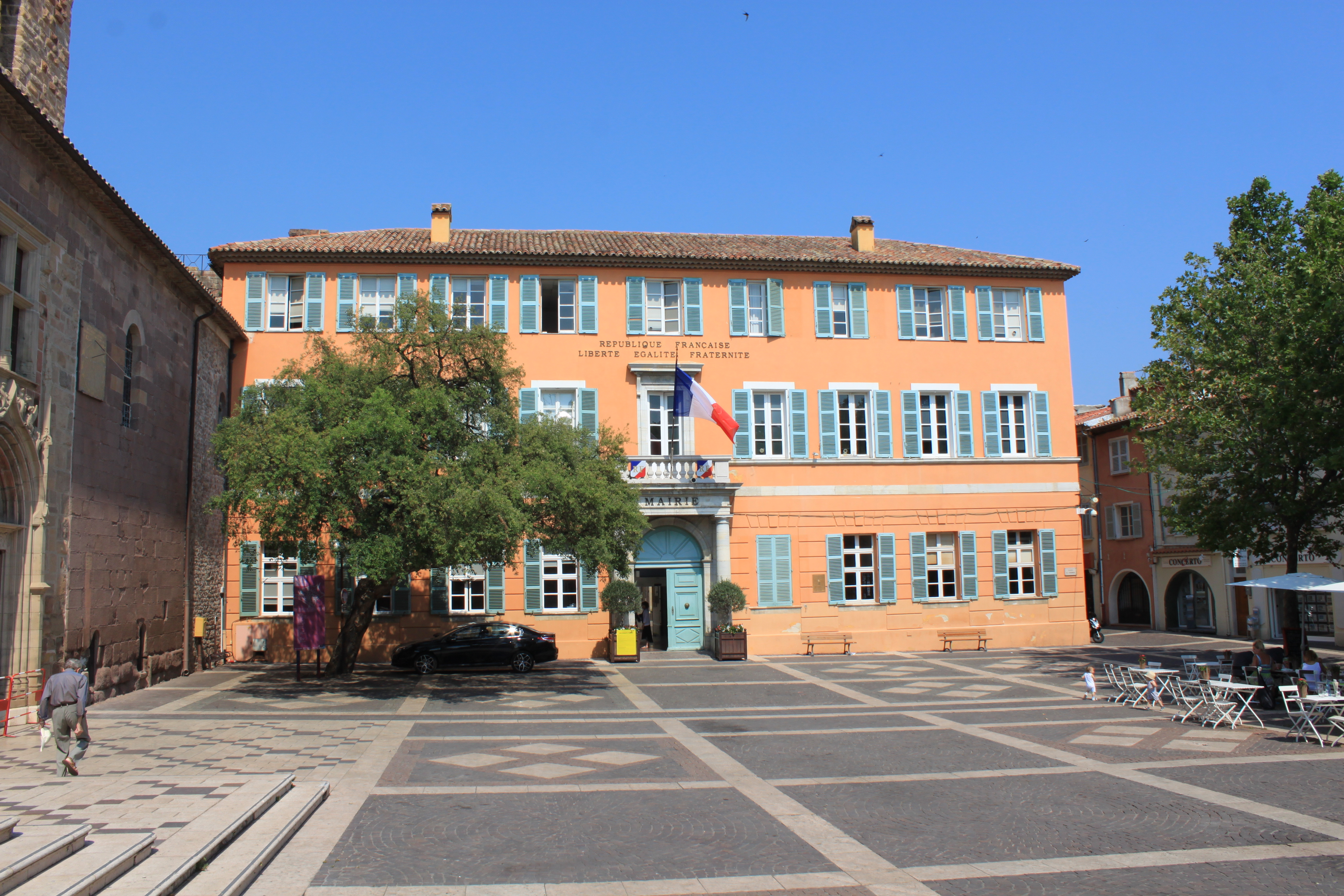
弗雷瑞斯市政厅

弗雷瑞斯的现任市长为达维德·拉什利纳先生，他是国民阵线的一名成员，在2020年的市政选举中获得了50.60%的支持率。
| 弗雷瑞斯历届市长 | 弗雷瑞斯历届市长                   | 弗雷瑞斯历届市长                |
| 任期             | 市长                               | 党派                            |
| ---------------- | ---------------------------------- | ------------------------------- |
| 1944年－1945年   | Hipolyte FABRE 伊波利特·法布尔     | 不详                            |
| 1945年－1959年   | Henri GIRAUD 亨利·吉罗             | 不详                            |
| 1959年－1971年   | André LÉOTARD 安德烈·莱奥塔尔      | 不详                            |
| 1971年－1977年   | Léonce HÉRITIER 莱昂斯·埃里捷      | 不详                            |
| 1977年－1997年   | François LÉOTARD 弗朗索瓦·莱奥塔尔 | UDF法国民主联盟 →PR法国共和人党 |
| 1997年－2014年   | Élie BRUN 埃利·布朗                | UMP人民运动联盟                 |
| 2014年－         | David RACHLINE 达维德·拉什利纳     | FN国民联盟 →RN国民联盟          |

### 各级选举
| 弗雷瑞斯历届投票选举结果 | 弗雷瑞斯历届投票选举结果       | 弗雷瑞斯历届投票选举结果 | 弗雷瑞斯历届投票选举结果 | 弗雷瑞斯历届投票选举结果          | 弗雷瑞斯历届投票选举结果 | 弗雷瑞斯历届投票选举结果 | 弗雷瑞斯历届投票选举结果      | 弗雷瑞斯历届投票选举结果 | 弗雷瑞斯历届投票选举结果 |
| 选举项目                 | 选举范围                       | 选区单位                 | 选区单位内的选举结果     | 选区单位内的选举结果              | 选区单位内的选举结果     | 选区单位内的选举结果     | 选区单位内的选举结果          | 选区单位内的选举结果     | 参考资料                 |
| 选举项目                 | 选举范围                       | 选区单位                 | 第一轮胜出者             | 第一轮胜出者                      | 支持率                   | 第二轮胜出者             | 第二轮胜出者                  | 支持率                   | 参考资料                 |
| ------------------------ | ------------------------------ | ------------------------ | ------------------------ | --------------------------------- | ------------------------ | ------------------------ | ----------------------------- | ------------------------ | ------------------------ |
| 2017年法國總統選舉       | 法國                           | 市镇                     |                          | 玛丽娜·勒庞                       | 33.5%                    |                          | 玛丽娜·勒庞                   | 50.71%                   | [ 30 ]                   |
| 2017年法国立法选举       | 瓦尔省第五选区                 | 市镇                     |                          | 吉勒·隆戈                         | 30.27%                   |                          | 菲利普·米歇尔-克莱斯鲍尔      | 50.56%                   | [ 30 ]                   |
| 2019年欧洲议会选举       | 法國                           | 市镇                     |                          | 若尔当·巴尔代拉                   | 39.18%                   | （不适用）               | （不适用）                    | （不适用）               | [ 32 ]                   |
| 2021年法国省级选举       | 瓦尔省                         | 弗雷瑞斯县               |                          | 克里斯托夫·乔卡 索尼娅·洛瓦尔     | 54.55%                   |                          | 克里斯托夫·乔卡 索尼娅·洛瓦尔 | 60.43%                   | [ 33 ]                   |
| 2021年法国省级选举       | 瓦尔省                         | 市镇（部分）             |                          | 克里斯托夫·乔卡 索尼娅·洛瓦尔     | 54.55%                   |                          | 克里斯托夫·乔卡 索尼娅·洛瓦尔 | 60.43%                   | [ 33 ]                   |
| 2021年法国省级选举       | 瓦尔省                         | 圣拉斐尔县               |                          | 纪尧姆·德卡尔 弗朗索瓦丝·迪蒙     | 43.24%                   |                          | 纪尧姆·德卡尔 弗朗索瓦丝·迪蒙 | 58.06%                   | [ 33 ]                   |
| 2021年法国省级选举       | 瓦尔省                         | 市镇（部分）             |                          | 卡丽娜·勒鲁瓦 克里斯托费尔·佩库尔 | 58.06%                   |                          | 纪尧姆·德卡尔 弗朗索瓦丝·迪蒙 | 52.04%                   | [ 33 ]                   |
| 2021年法国大区选举       | 普罗旺斯-阿尔卑斯-蔚蓝海岸大区 | 市镇                     |                          | 蒂耶里·马里亚尼                   | 52.95%                   |                          | 蒂耶里·马里亚尼               | 57.23%                   | [ 34 ]                   |
| 2022年法国总统选举       | 法國                           | 市镇                     |                          | 玛丽娜·勒庞                       | 35.55%                   |                          | 玛丽娜·勒庞                   | 56.72%                   | [ 30 ]                   |
| 2022年法国立法选举       | 瓦尔省第五选区                 | 市镇                     |                          | 朱莉·勒尚托                       | 41.06%                   |                          | 朱莉·勒尚托                   | 59.48%                   | [ 30 ]                   |

## 人口
2019年，弗雷瑞斯市镇人口数量为54,458，在法国排名第112位。其中男性25,996人，女性28,462人，75岁及以上人口占13.1%，外籍人口数量为4,247人，人口密度为532人/平方公里，当地居民被称为（男性）或（女性）。2020年，弗雷瑞斯境内出生580人，死亡人口672人。
| 弗雷瑞斯1901年－2020年人口变化情况 |
|                                    |
| 数据来源：Cassini、INSEE           |

## 经济
弗雷瑞斯是一个区域性的中心城市。截止2023年1月，弗雷瑞斯市镇范围内共有各类用人单位（包含自雇）13,033家，平均历史为13年，其中99.18%为中小型企业（PME），2022年11月至2023年1月间，当地的经济活力指数为0.06%。（垃圾回收）、（汽车销售）及（汽车销售）是当地2021年营业额最高的三个企业，分别为66,911,641欧元、59,090,358欧元和55,701,160欧元。

## 财政与居民收入
2021年，弗雷瑞斯的财政收入总额为83,669,000欧元，财政支出总额为75,803,000欧元，当年的债务总额为149,433,000欧元。2021年，弗雷瑞斯市镇共获得9,575,949欧元的国家财政补助，比上一年增加了1.66%。
2020年，弗雷瑞斯的人均月收入总额为2,133欧元，其中高级职员为3,805欧元，低于法国平均水平（4,230欧元）；中级职员为2,377欧元，低于法国平均水平（2,411欧元）；普通职员为1,712欧元，亦低于法国平均水平（1,740欧元）。
2019年，弗雷瑞斯境内的青壮年（15至64岁）失业率为14.7%，当地49.5%的家庭拥有纳税资格，平均纳税3,260欧元，低于法国平均水平（3,910欧元）。

## 社会事务

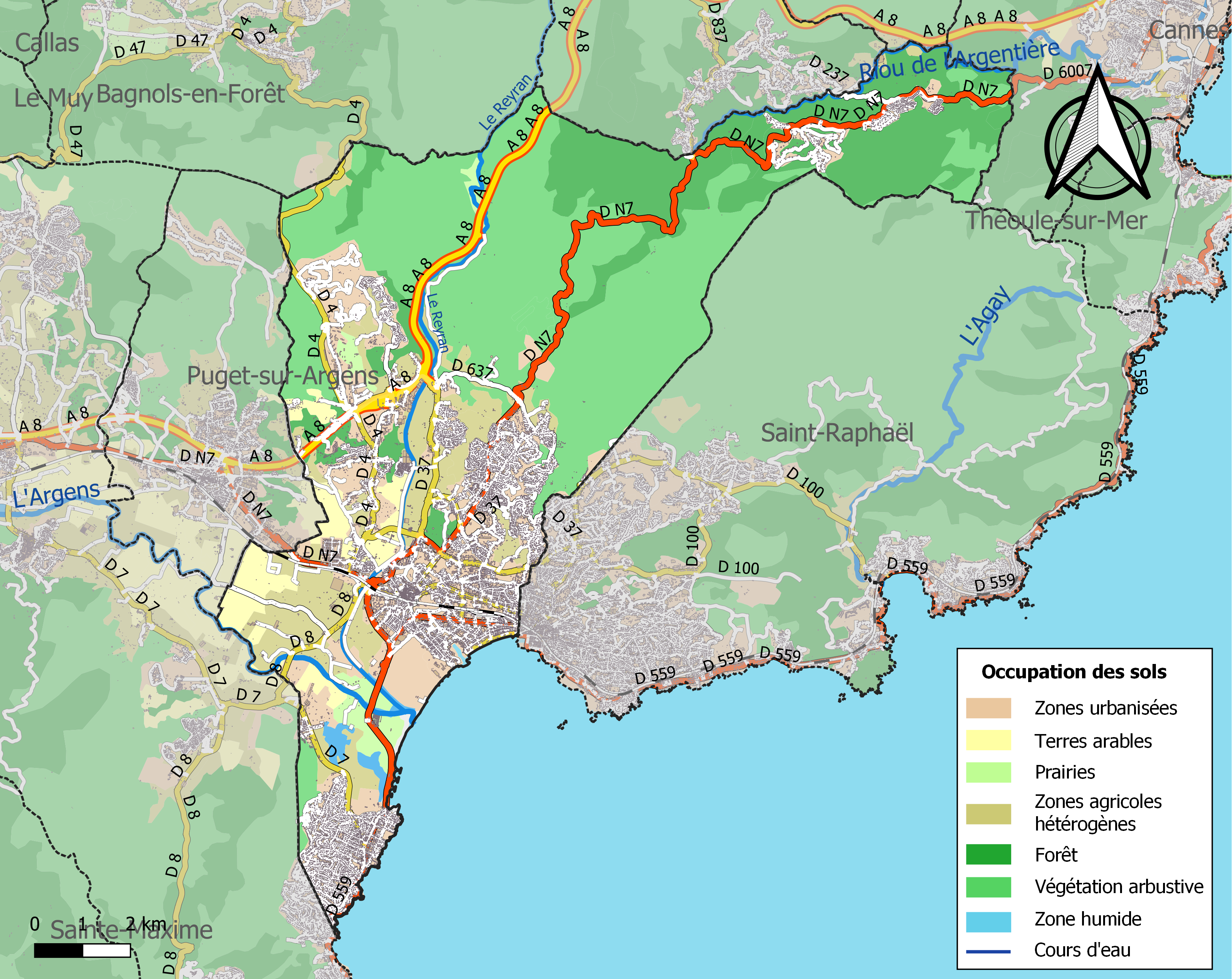
弗雷瑞斯土地利用情况地图

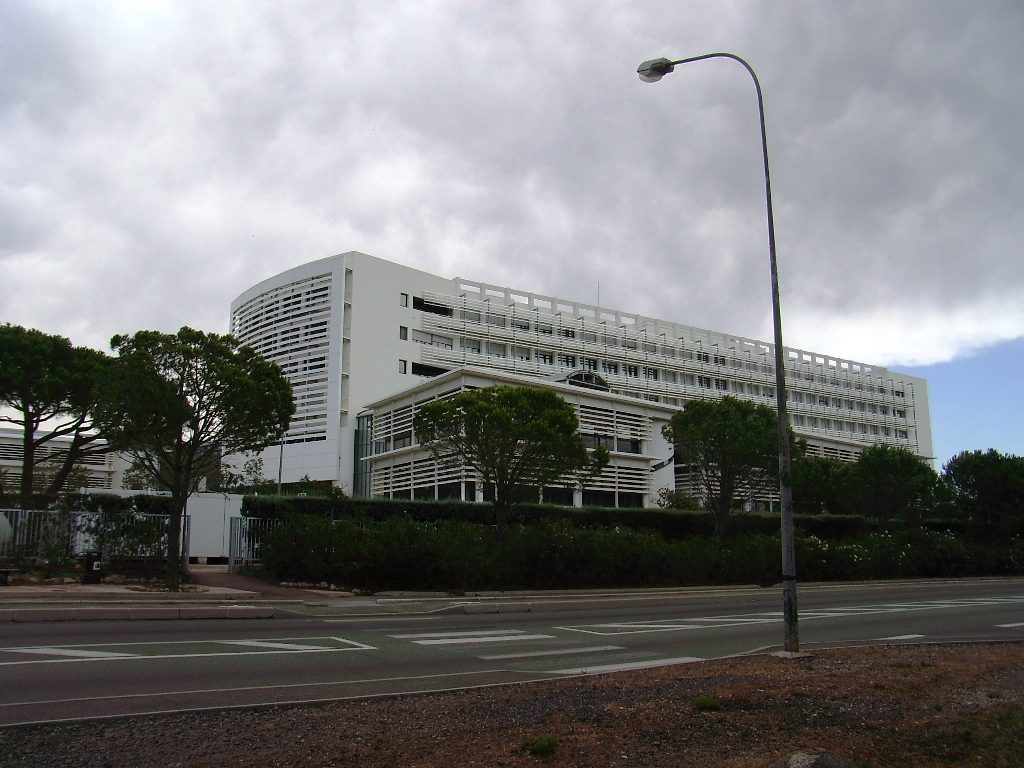
弗雷瑞斯-圣拉斐尔市际中心医院（弗雷瑞斯病区）

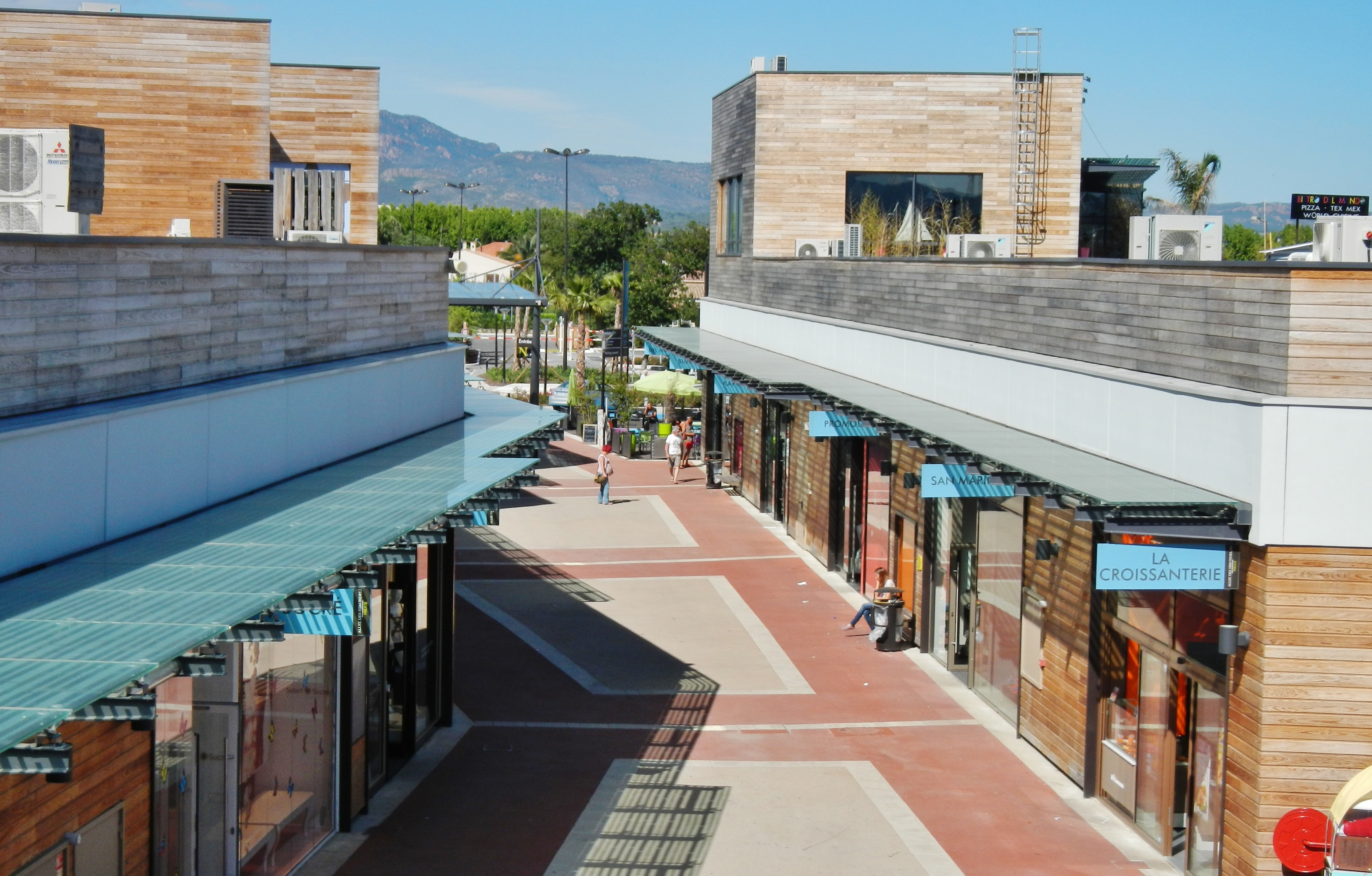
弗雷瑞斯的一处商业中心

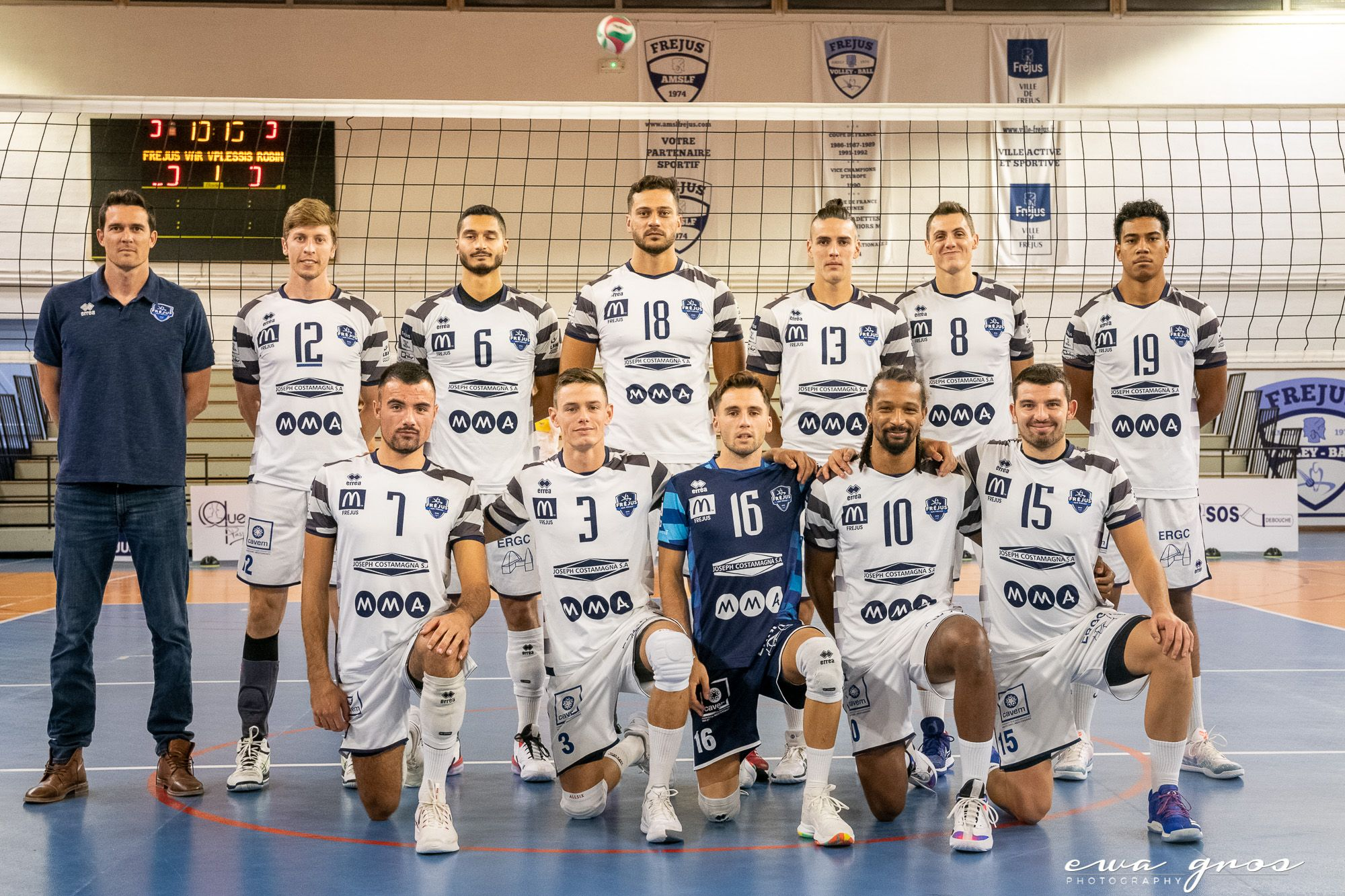
弗雷瑞斯男子排球队

### 教育
弗雷瑞斯属于尼斯学区。截止2021年1月1日，弗雷瑞斯境内共有12所幼儿园、14所小学、3所初级中学、2所普通高中和1所职业高中，其中2所高中开设有大学校预科班。2018至2019学年度，弗雷瑞斯境内共有在校中等教育阶段学生3,658名。
在高等教育方面，弗雷瑞斯境内有两所卫生学校。

### 医疗
截止2021年1月1日，弗雷瑞斯境内共有全科医生58名、保健师102名、牙医41名、护士172名、耳科医生2名、眼科医生5名、皮肤科医生3名、助产士6名、儿科医生3名和妇科医生3名。境内共有药房19家、养老院1家、残疾人帮扶中心3家。
弗雷瑞斯-圣拉斐尔市际中心医院是法国的一个区域性医疗机构，其主病区位于弗雷瑞斯市区，设有床位457个，是当地规模最大的公立综合性医院。

### 住房
2019年，弗雷瑞斯境内共有各类住房44,372套，其中25.2%为独立式居民区，69.2%为集中式居民区。常住房屋占弗雷瑞斯市镇范围内居民建筑总量的58.9%。
在住房保障政策方面，2021年，弗雷瑞斯境内共有5,087户家庭获得了住房经济补助，受益人数占总人口数量的9.3%，其中4,840份为房租补助。

### 商业
2021年，弗雷瑞斯境内共有各类实体商铺2,077家，其中餐厅391家、大型超市13家、杂货店21家、面包房50家、肉铺13家、书店11家、装饰品店8家、银行门店21家、美容美发店107家、汽车维修店104家。市中心建有卡西诺、Aldi、Lidl等超市，市区西部建有开放式商业街区，有E.Leclerc、迪卡侬等大型卖场，此外市区北部还建有一家麦德龙超市。

### 体育
2021年，弗雷瑞斯境内共有2家游泳池、7间体育馆、3座综合体育场、14处网球场、2处马术场、5处足球或橄榄球场以及5处篮球或排球场。
截至2023年1月，弗雷瑞斯境内共有三家注册足球俱乐部。弗雷瑞斯聖拉斐爾星辰足球會（Étoile Football Club Fréjus Saint-Raphaël，编号554245）是当地的代表性足球队，成立于2009年，其主队2022至2023赛季参加法国全国乙组联赛（法国第四级别），其主场为位于圣拉斐尔境内的路易·翁球场。
弗雷瑞斯瓦尔排球俱乐部是当地的一家排球俱乐部，成立于2020年，其主队2022至2023赛季参加法国男子排球乙级联赛。

### 环境
弗雷瑞斯的环境事务由其所属的埃斯泰雷勒-蓝色海岸城市圈公共社区联合各级政府协调负责。2021年，弗雷瑞斯境内暂无污染企业。

### 治安
2021年，弗雷瑞斯市镇范围内共有1处派出所和1处宪兵队。
弗雷瑞斯-圣拉斐尔警区（zone police de Frejus-Saint-Raphael）的管辖范围共包括两个市镇。2020年，该宪兵队累计记录各类案件5,358起，其中盗窃类案件2,571起，经济类案件778起，毒品交易类案件559起。

## 文化
2021年，弗雷瑞斯境内共有2家电影院和2家博物馆。弗雷瑞斯境内建有马里小屋多媒体中心（Médiathèque Villa Marie），每周二至六向公众开放。

### 建筑
弗雷瑞斯境内有多处历史建筑，其中圣莱昂斯大教堂、圣弗朗索瓦小教堂、金色城门等为法国国家文物保护单位。

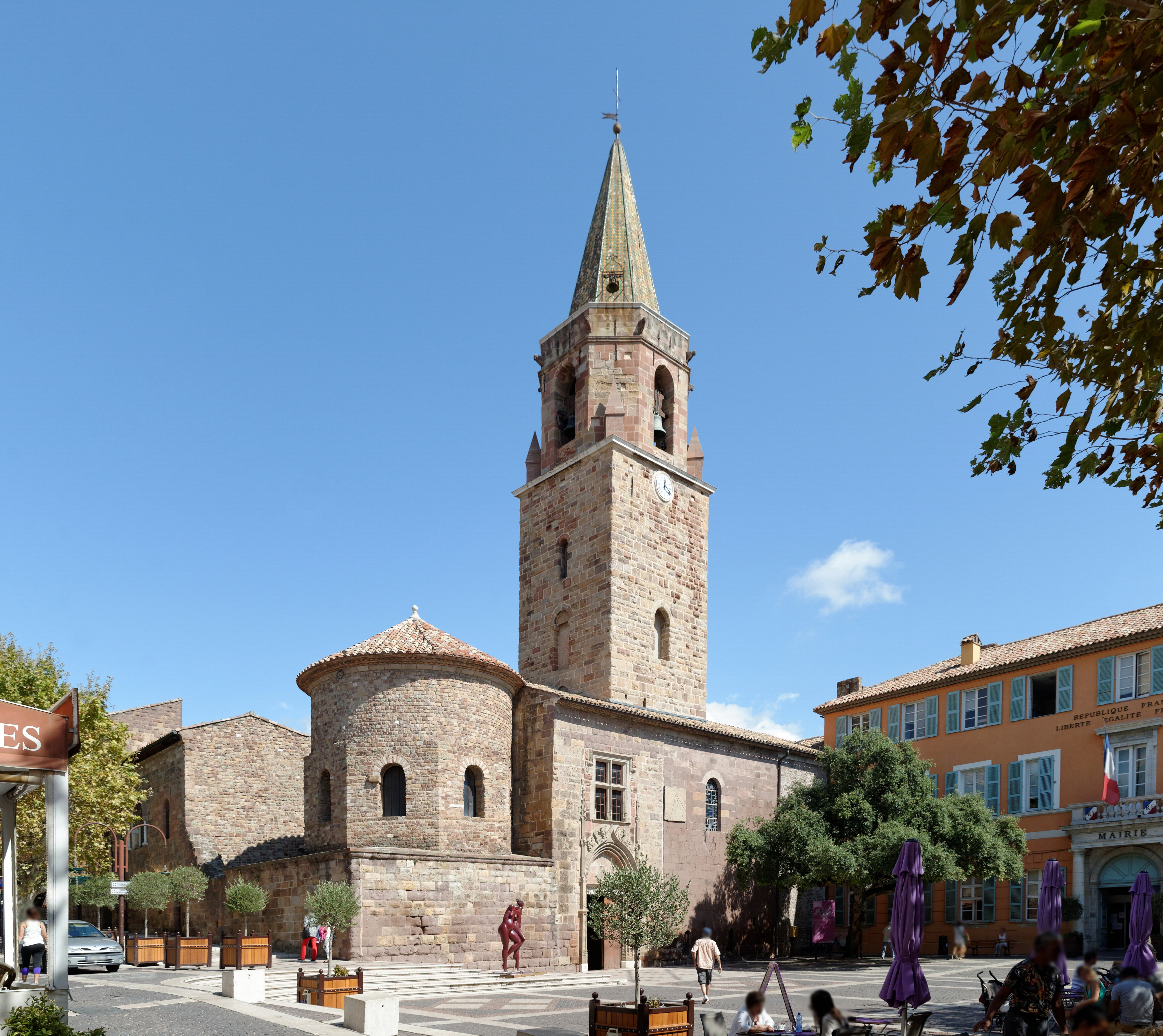
圣莱昂斯大教堂（法语：Cathédrale Saint-Léonce de Fréjus）
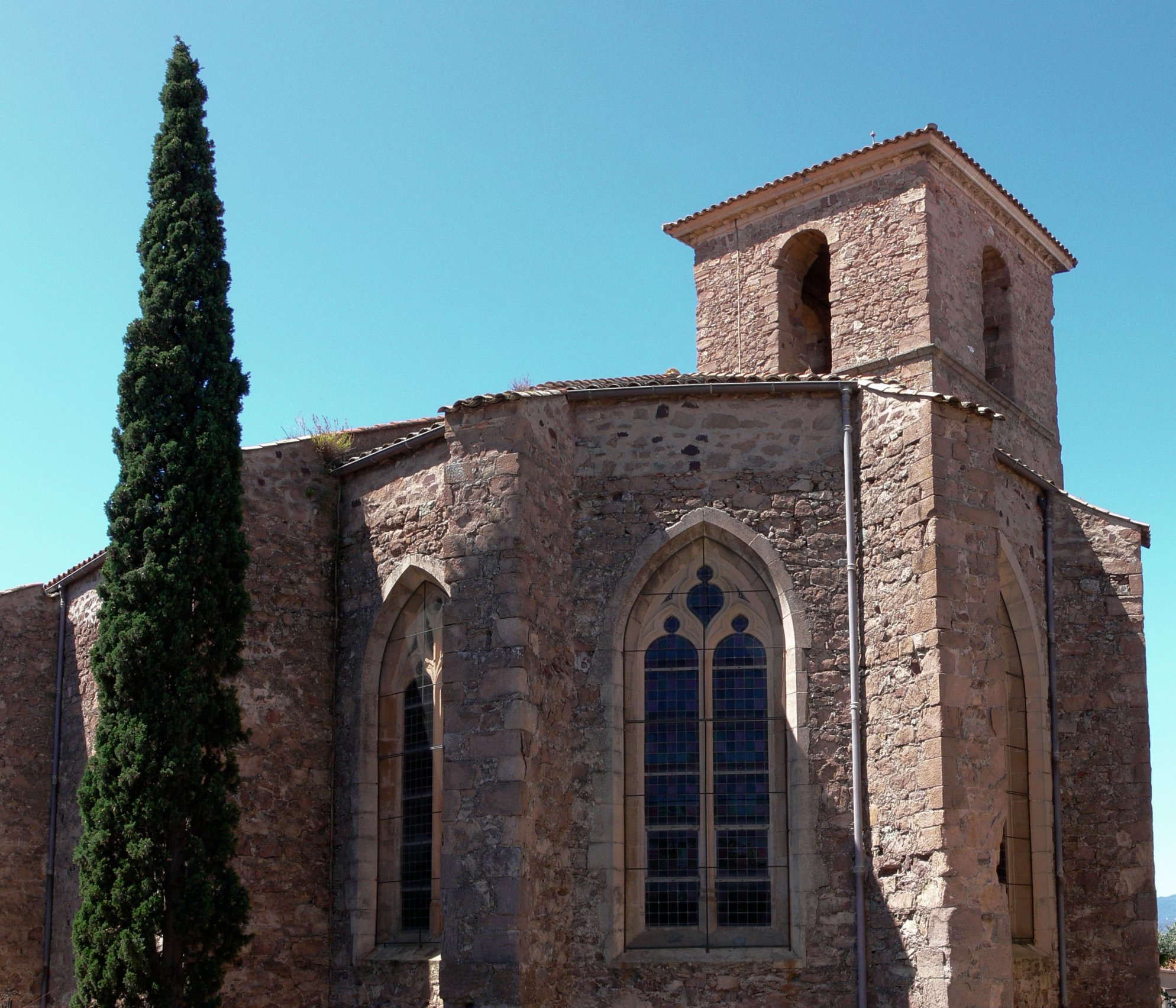
圣弗朗索瓦小教堂（法语：Chapelle Saint-François de Paule）
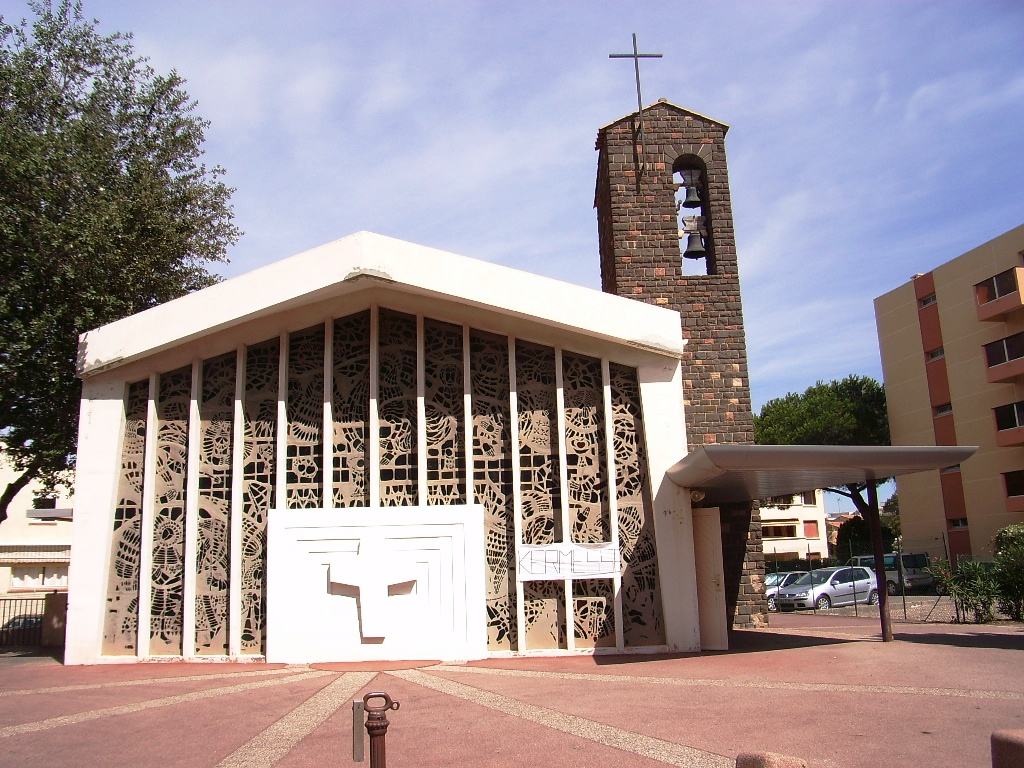
圣罗克小教堂
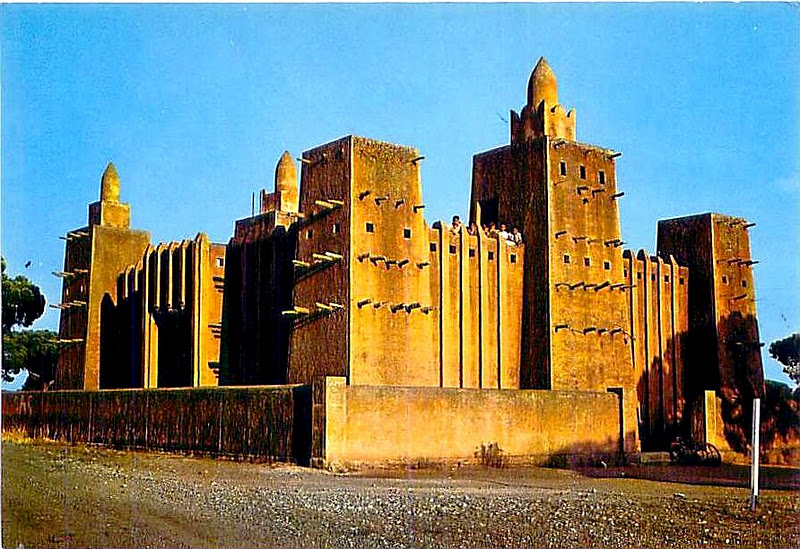
米西里清真寺（法语：Mosquée Missiri）
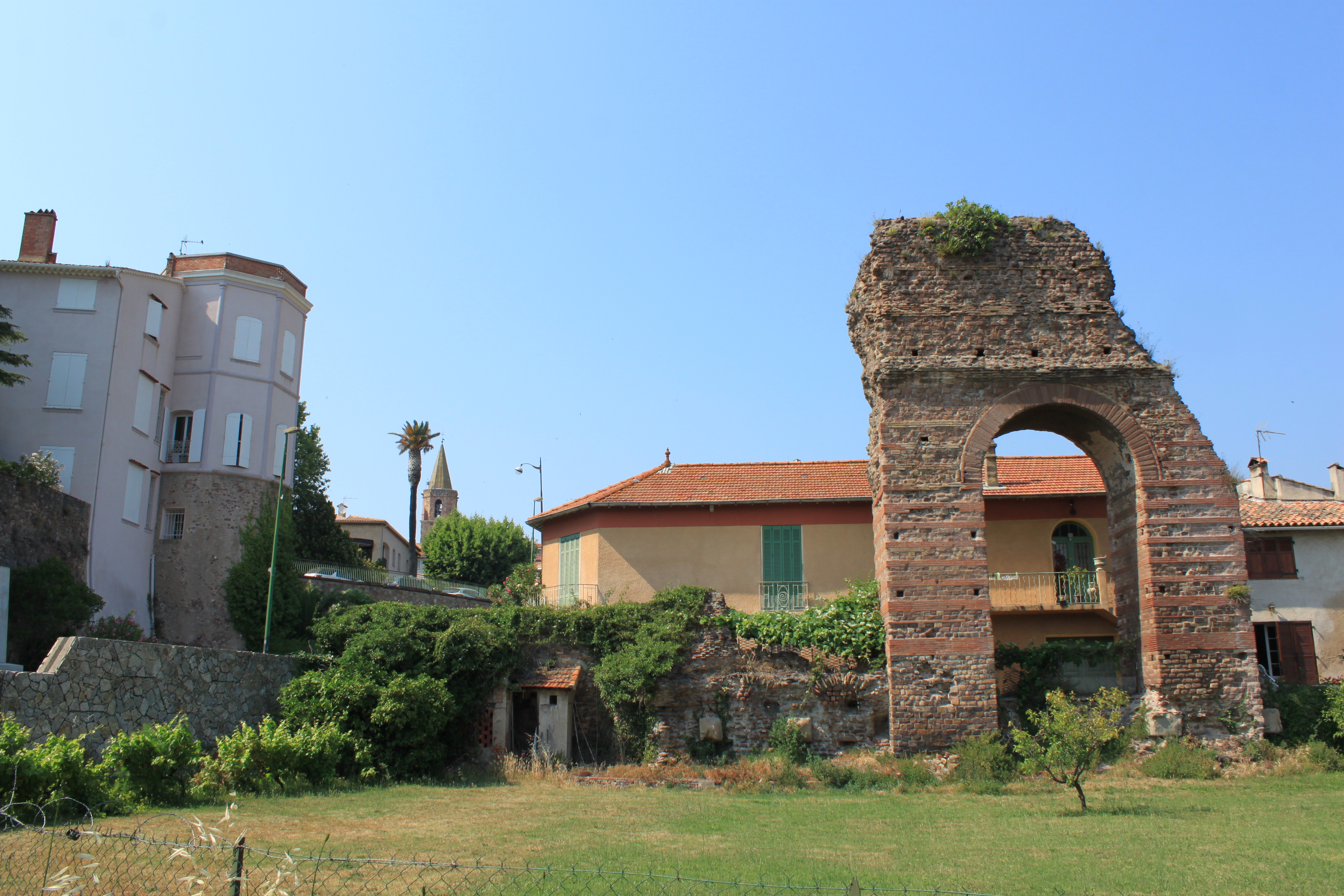
金色城门（法语：Porte Dorée (Fréjus)）遗址
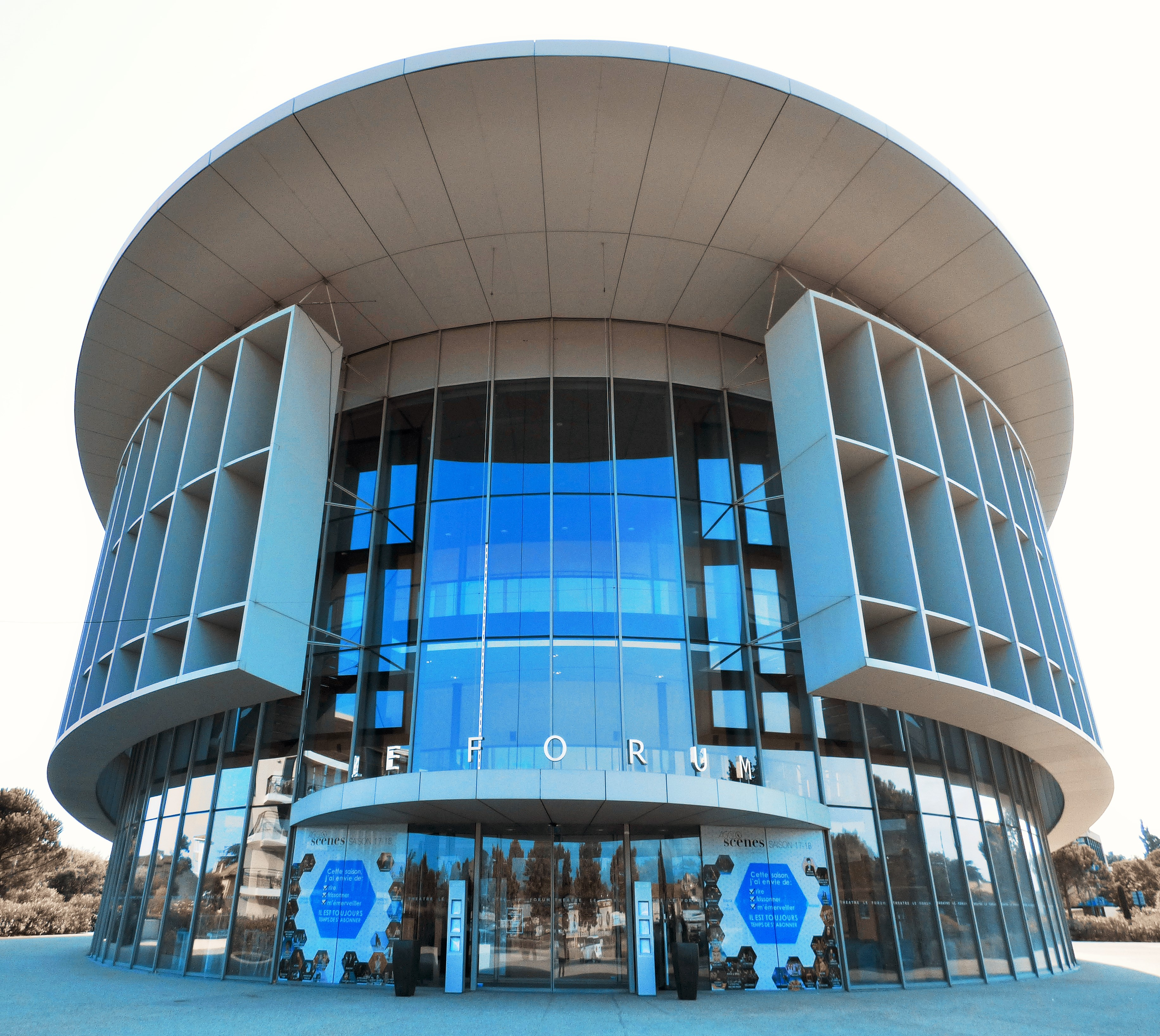
大剧场
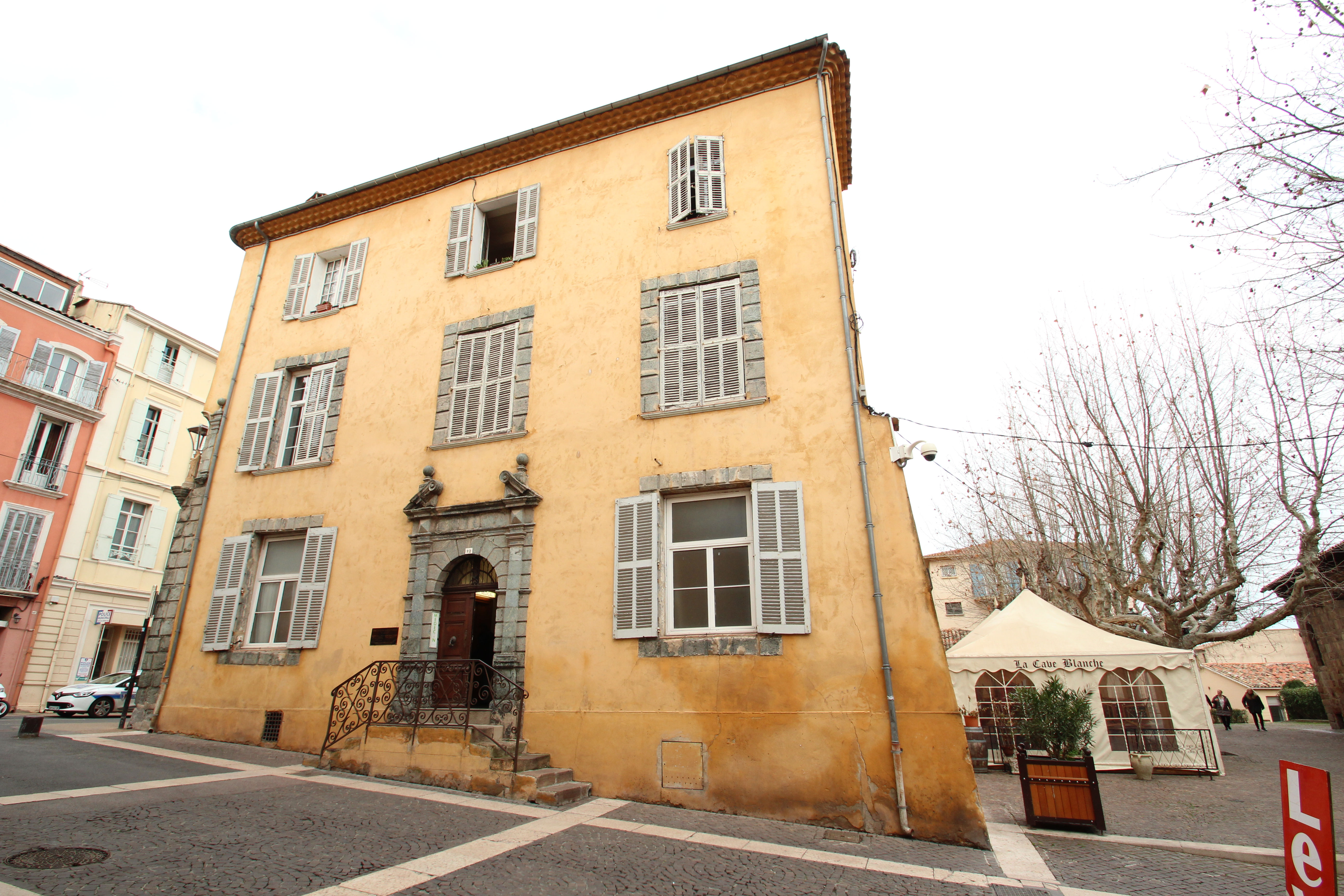
传统民居

### 旅游

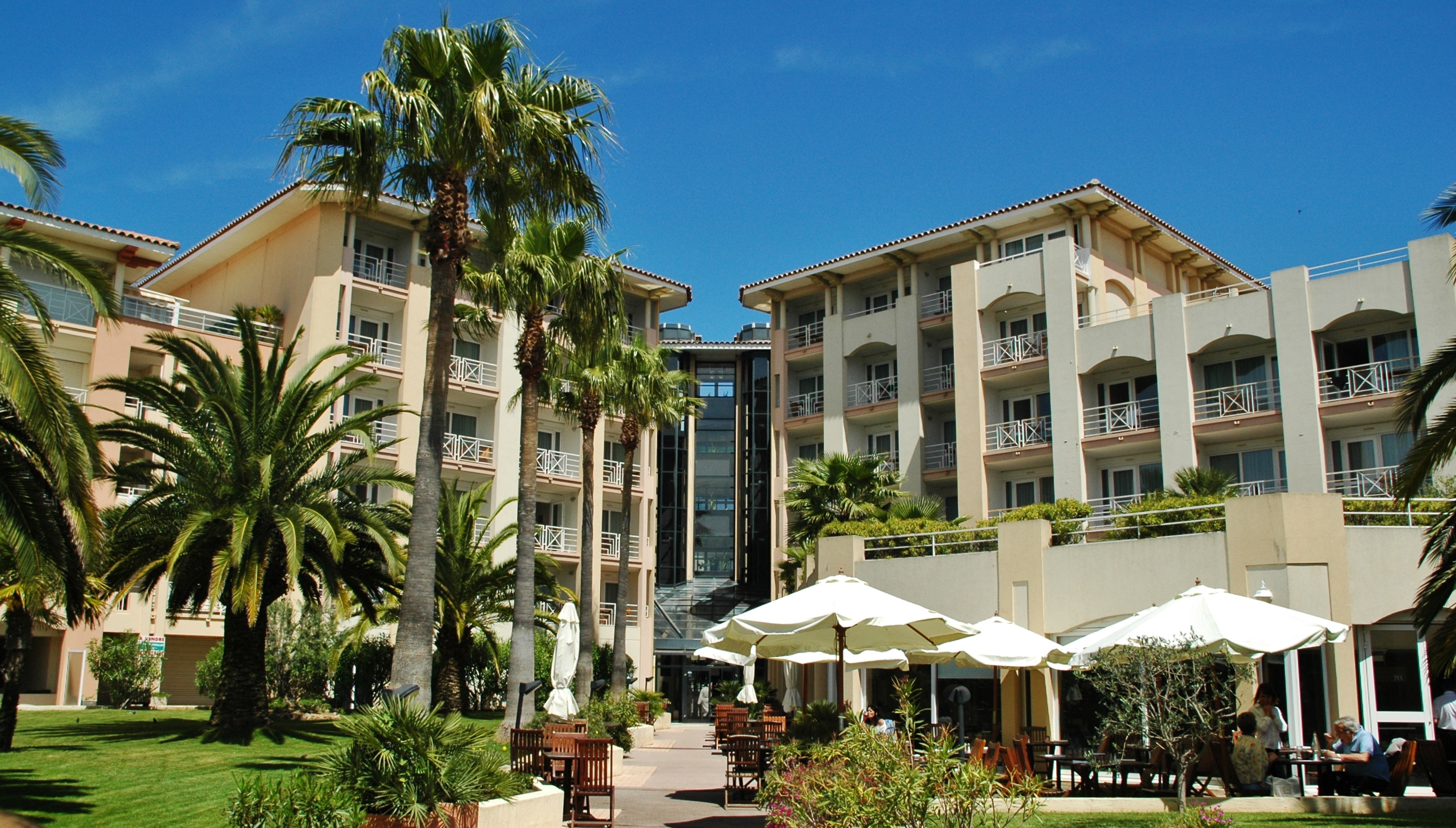
弗雷瑞斯的一处度假酒店

弗雷瑞斯的旅游事务由其所属的埃斯泰雷勒-蓝色海岸城市圈公共社区负责。2022年，弗雷瑞斯境内共有19家酒店共计764间房间；另有19个露营地，可容纳共6,179辆露营车。

### 媒体
法国主要的媒体均可在弗雷瑞斯接收，法国电视三台下属的普罗旺斯-阿尔卑斯-蓝色海岸大区频道在部分时段播出弗雷瑞斯所属区域的地方新闻。蓝色法兰西普罗旺斯广播、维他命广播、《瓦尔早报》、《马赛日报》等是当地主要的地方性媒体。

## 相关人物
法国大革命理论家埃马纽埃尔-约瑟夫·西哀士、法国橄榄球运动员马克·安德勒、帆船运动员让·巴蒂斯特·贝尔纳、女政治家马农·奥布里、足球运动员、穆埃兹·哈森和吉尤利安·比扬科纳出生于弗雷瑞斯。

## 友好城市
截至2023年1月，弗雷瑞斯共与五座城市互为友好城市关系：
- 美国 弗雷德里克斯堡
- 德国 黑林山区特里贝格
- 法國 丹贝阿
- 義大利 保拉
- 突尼西亞 塔巴卡